# Karina Abdullina
Karina Abriekkyzy Abdullina (kaz. Карина Абрекқызы Абдуллина, tatar. Карина Заур кызы Абдуллина, Karina Zaur kyzy Abdullina; ur. 13 stycznia 1976 w Ałmaty) – kazachska aktorka, piosenkarka i poetka, pochodzenia tatarskiego.

## Życiorys
Pochodzi z rodziny artystycznej. Jej matka, Olga była znaną pianistką, zaś ojciec Zaur śpiewakiem operowym (barytonem), występującym na radzieckich scenach operowych. Karina rozpoczęła edukację muzyczną w wieku 6 lat, ucząc się gry na fortepianie. Już jako dziecko występowała z orkiestrą jako solistka. W wieku 14 lat rozpoczęła naukę śpiewu, by trzy lata później zdobyć nagrodę Grand Prix w konkursie dla młodych talentów „Gwiazda poranna” w Moskwie. Była jedyną artystką z Kazachstanu, której udało się osiągnąć sukces w tym prestiżowym konkursie.
Od 1992 występowała w duecie Musicola, z gitarzystą Bołatem (Bułatem) Syzdykowem. Teksty do piosenek wykonywanych przez Musicolę są w większości autorstwa Abdulliny. Duet zdobył główną nagrodę na festiwalu Big Apple Music 96, odbywającym się w Nowym Jorku. Zwycięstwo otworzyło drogę do kontraktu płytowego z rosyjską filią Polygram. Do 2012 duet Musicola wydał 8 albumów.
W 2008 Abdullina zadebiutowała na ekranie filmowym. Zagrała wtedy rolę Marii Goriny w dramacie historycznym Mustafa Szokaj (reż. Satybałdy Narymbetow). W 2009 opublikowała pierwszy tomik poetycki Dziewczyna-marzenie, zawierający 27 utworów. Za ten tomik otrzymała nagrodę państwową Kazachstanu.
Jest autorką słów i muzyki do hymnu Ministerstwa Obrony Cywilnej i Sytuacji Nadzwyczajnych Federacji Rosyjskiej.
Od października 2011 do grudnia 2012 Karina Abdullina prowadziła autorski program „Niezwykłe spotkania” na kanale Madenijet. W programie autorskim „Dialog” w rozgłośni radiowej Klassika, prowadzi wywiady z kazachskimi twórcami.
W życiu prywatnym Abdullina dwukrotnie była mężatką. W 2007 poślubiła biznesmena Nizamiego Mamiedowa.

## Dyskografia
- 1996: Diewoczka w płatjice biełom (Девочка в платьице белом; Dziewczyna w białym płaszczu)
- 2000: Ja nie zabudu tiebia (Я не забуду тебяl; Nie zapomnę cię)
- 2003: Mieżdu Ałmatoj i Moskwoj (Между Алматой и Москвой; Między Ałmaty a Moskwą)
- 2004: Gor'kij szokoład (Горький шоколад; Gorzka czekolada)
- 2007: Piewica i saksofon (Певица и саксофон; Piosenkarka i saksofon)
- 2008: Kak wsiegda (Как всегдa; Jak zawsze)
- 2012: Voice of the heart
- 2013: Ogoniok